# De Zaporozje-Kozakken schrijven de Turkse sultan een brief
De Zaporozje-Kozakken schrijven de Turkse sultan een brief (Russisch: Запорожцы пишут письмо турецкому султану, Zaporozjtsy pisjoet pismo toeretskomoe soeltanoe) is een schilderij van de Russische kunstschilder Ilja Repin, geschilderd tussen 1880 en 1891, olieverf op linnen, 203 × 358 centimeter groot. Het toont een groep Kozakken die een ordinaire brief schrijven aan sultan Mehmet IV. Het schilderij bevindt zich in de collectie van het Russisch Museum te Sint-Petersburg.

## Historiciteit
De Zaporozje-Kozakken schrijven de Turkse sultan een brief beeldt een vermeend incident uit dat in de jaren 1670 zou hebben plaatsgevonden. Op het betreffende moment zouden de Zaporozje-Kozakken net een overwinning hebben behaald tijdens de Russisch-Turkse Oorlog. De Osmaanse sultan Mehmet IV zou hen desalniettemin bij brief hebben gesommeerd zich per direct aan hem te onderwerpen. De Kozakken zouden op dit ultimatum hebben gereageerd met een ironische en beledigende brief waarin ze de eis tot overgave resoluut afwezen.
Hoewel vroege commentatoren nog twijfelden of deze apocriefe brieven mogelijk authentiek waren, zijn moderne wetenschappers het erover eens dat de veronderstelde "correspondentie" een vervalsing is, die moet worden begrepen binnen een groot aantal soortgelijke geschriften als onderdeel van vroegmoderne (Oost-)Europese christelijke anti-Ottomaanse propaganda die opkwam tijdens de Ottomaanse oorlogen in Europa. Het is niet zeker of de originele tekst is geschreven in het Middel-Pools of (minder waarschijnlijk) het Middel-Oekraïens, maar de Russische ("Moskovische") versies zijn vrijwel zeker vertalingen van een niet-Russisch origineel.

## Afbeelding
Repin kiest voor de weergave van het moment waarop de brief door de Zaporozje-Kozakken wordt geschreven. Zijn weergave sluit aan bij de grote bewondering en populariteit die de Kozakken in zijn tijd genoten, waarbij ze gezien werden als een toonbeeld van dapperheid, authenticiteit en onderlinge verbondenheid. Zelf schreef hij daar in een brief aan Vladimir Stasov van 6 november 1880 over: "Gogol heeft niet voor niets over [de Zaporozje-Kozakken] geschreven – alles wat hij zegt is waar! Een geweldig volk! ... Niemand op deze aarde heeft vrijheid, gelijkheid en broederschap zo ten diepste gevoeld als zij!".
Repin geeft het tafereel weer in de hem kenmerkende realistische stijl, in krachtige kleuren met opvallende roodaccenten. De hem karakteriserende snel en pasteus-vettig aangebrachte verfstreken verlenen het werk een bijzondere levendigheid. Repin beeldt de meeste figuren af in volle verrukking van het plezier dat ze hebben in de vulgariteiten die aan het papier worden toevertrouwd, alsof ze er niet genoeg van kunnen krijgen. Anderen, zoals de schrijver, tonen een ironisch lachje. Hun vrolijkheid werkt bijna aanstekelijk. De overvloed aan details en de talloze karakteristieke figuren nodigen uit tot langdurige bestudering.

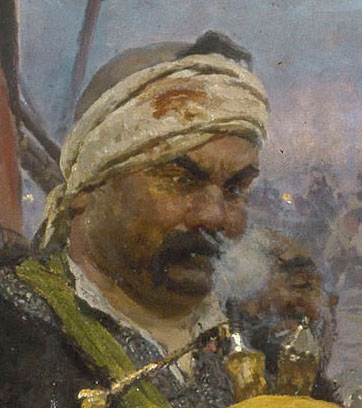
Briesende Kozak
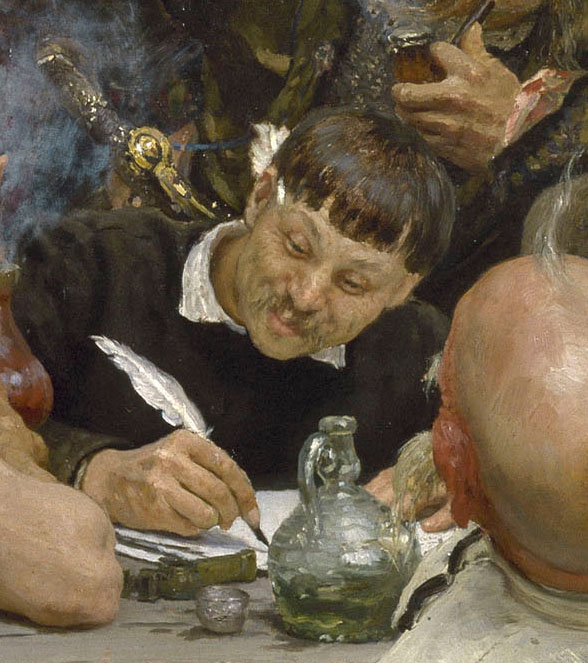
De schrijver, met een ironisch lachje
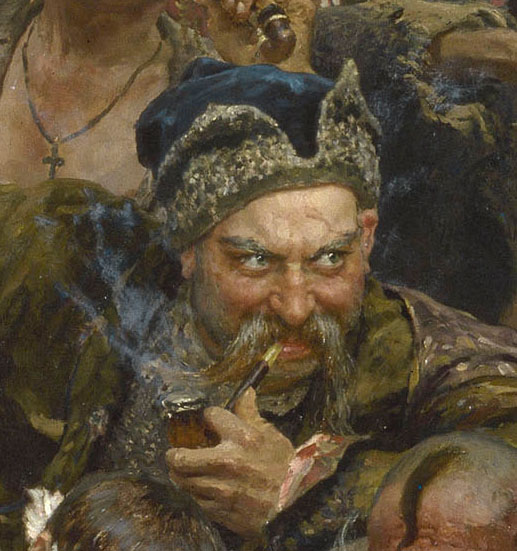
Ivan Sirko, hoofdman van de Kozakken en ondertekenaar van de brief, rokend bij de schrijftafel
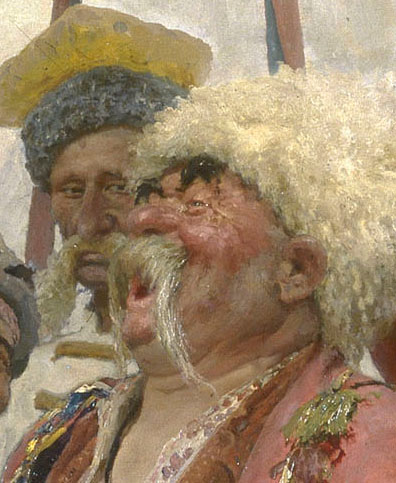
Lachende Kozak met witte schapenmuts, voor wie schrijver-journalist Vladimir Giljarovski model stond

## Versies
Via Javornitski hoorde Repin in eerst 1878 over de briefwisseling tussen de Zaporozje-Kozakken en de Turkse sultan. Datzelfde jaar nog maakte hij met potlood een compositorische schets voor een schilderij. Vervolgens deed hij uitgebreid onderzoek naar de gebeurtenis en ondernam daartoe in 1880 zelfs een reis naar de Dnjepr, waar hij de lokale klederdracht en wapens bestudeerde en daarvan diverse schetsen maakte. Na terugkomst van deze reis maakte hij eerst een klein-formaat schilderij (67 × 87 centimeter), bij wijze van vingeroefening, en begon vervolgens direct aan zijn definitieve versie, welke hij uiteindelijk pas in 1891 definitief zou voltooien. In 1889 begon hij nog een tweede versie op groot formaat, welke nooit werd voltooid en waaraan hij het werken in 1893 staakte.

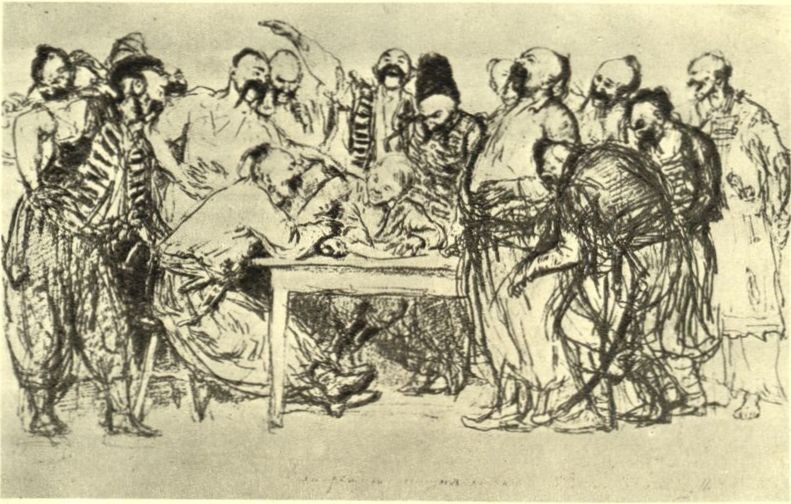
Schets uit 1878, thans in de collectie van de Tretjakovgalerij.
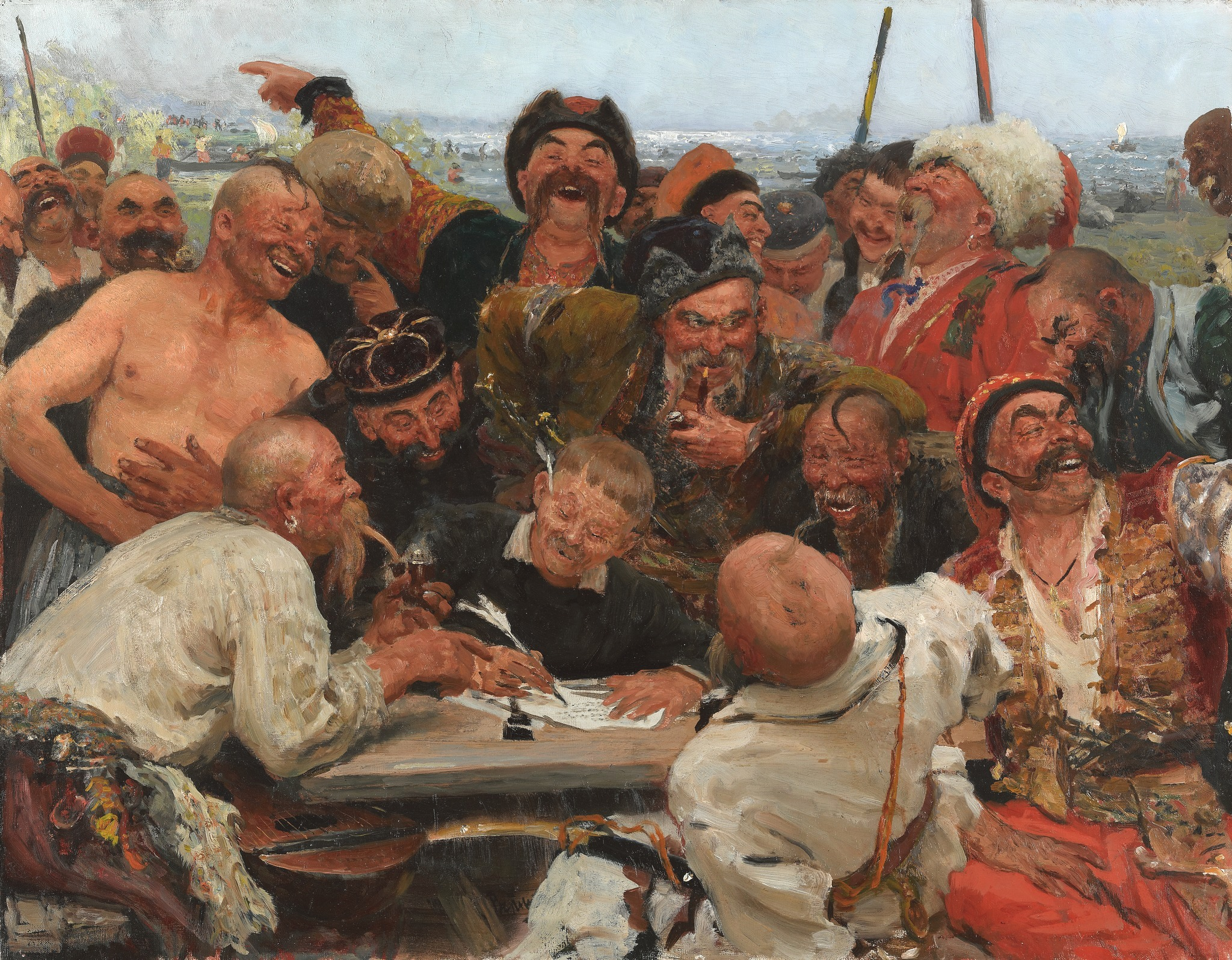
Klein-formaat versie uit 1880, thans in de collectie van de Tretjakovgalerij.
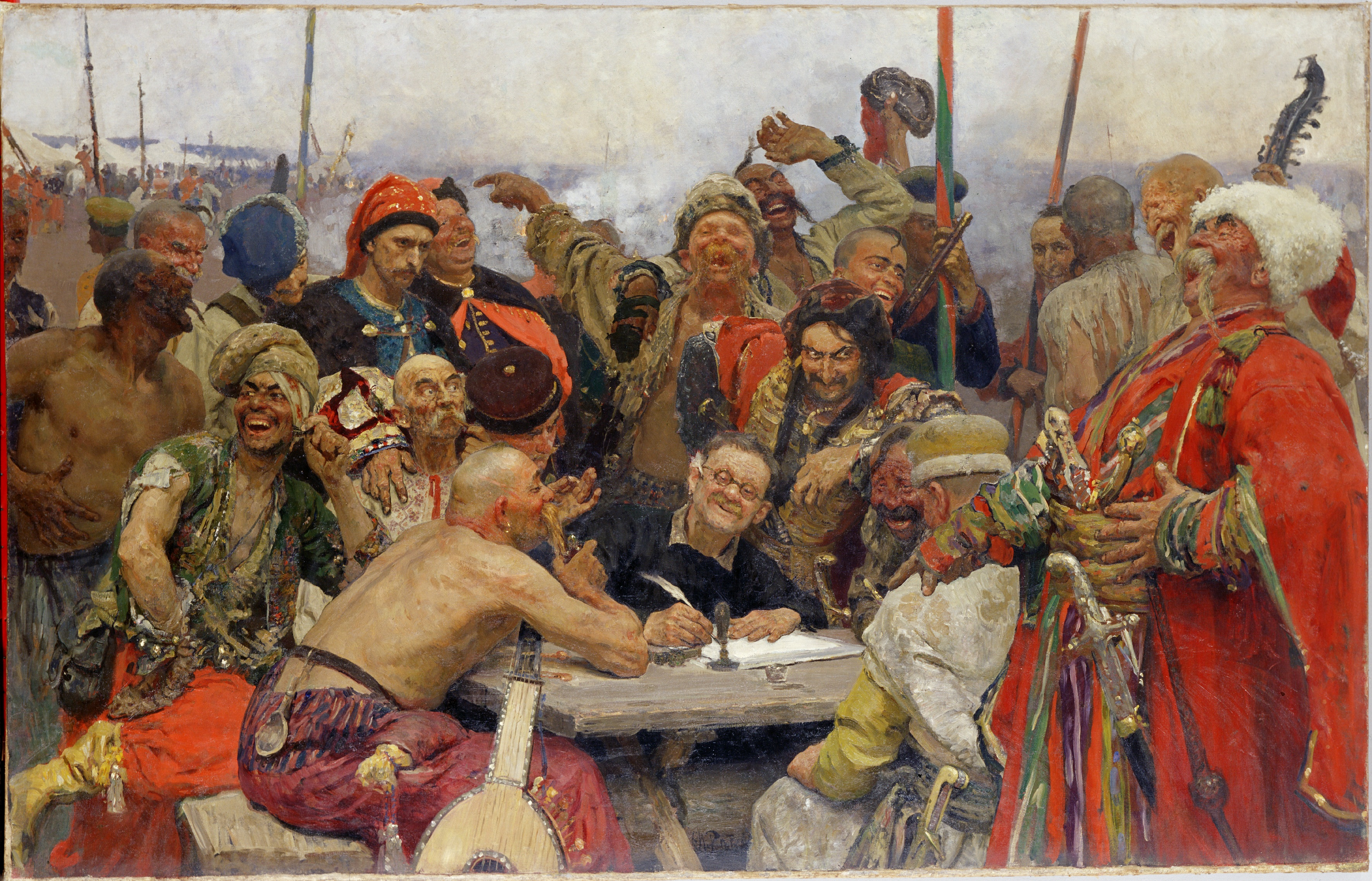
De onvoltooide versie, thans in het kunstmuseum te Charkov.